# Briscous
Briscous en francés, Beskoitze en euskera o dominio de Berasko, Berascois en 1368, es una localidad y comuna francesa situada en el departamento de Pirineos Atlánticos, en la región de Aquitania y el territorio histórico vascofrancés de Labort.
La comuna es atravesada por el curso del río Ardanabia, limitando al norte con Urcuit, Urt al noreste, Hasparren al sur y Mouguerre al oeste.

## Heráldica
Partido: 1º, en campo de oro, un león rampante, de azur, y 2º, en campo de gules un tintero y su pluma, puestos en barra, todo de plata; medio cortado de sinople con una torre salinera de oro, con la fachada cosida, de gules. Bordura general de plata, cargada de seis matojos de tojo de sinople, puestos tres en cada flanco.

## Demografía
| Gráfica de evolución demográfica de Briscous entre 1800 y 2020 |
|                                                                |

Fuentes: Ldh/EHESS/Cassini e INSEE.